# ادنتوما
ادنتوما (به انگلیسی: Odontoma) شایع‌ترین تومور ادنتوژنیک می‌باشد. بیشتر یک هامارتوم در نظر گرفته می‌شود تا یک نئوپلاسم حقیقی. در سنین پایین شایع است و اکثراً بدون علامت هستند اما عده‌ای تورم فکی می‌دهند. جزو تومورهای مختلط ادنتوژنیک طبقه‌بندی می‌شوند.

## طبقه‌بندی
به دو دسته کامپاند و کمپلکس تقسیم می‌شوند.
- نوع کامپاند، در قدام فک بالا شایع است. سه بافت دندانی مجزا در آن دیده می‌شود(عاج، مینا، سمان) ولی امکان دارد نمای لوبولار داشته باشد. هیچ علامت گذاری واضحی میان بافت‌ها نمی‌توان در نظر گرفت. در نمای رادیوگرافی به صورت مجموعه‌ای از ساختارهای شبه دندانی دیده می‌شود که با یک ریم لوسنت احاطه شده‌اند.
- نوع کمپلکس، در خلف نواحی مولر هر دو فک شایع است. نمی‌توان بافت‌های دندانی را تشخیص داد و به صورت نمای رادیواپک با دانسیته متفاوت دیده می‌شود.

## درمان
درمان هر دو نوع جراحی است.